# Goodbye Goodbye
Goodbye Goodbye è un singolo del gruppo musicale italiano Canova pubblicato il 21 gennaio 2019.

## Tracce
1. Goodbye Goodbye – 3:12

## Classifiche
| Classifica (2018) | Posizione |
| ----------------- | --------- |
| Italia            |           |